# Hans Lewy
Hans Lewy (20 de octubre de 1904–23 de agosto de 1988) fue un matemático estadounidense conocido por su trabajo en ecuaciones de derivadas parciales.
Nació en Breslavia, Alemania (ahora Breslavia, Polonia). Fue galardonado con el Premio Wolf en Matemáticas en 1986.